# Sladeniaceae
Sladeniaceae Airy Shaw, 1965 è una famiglia di piante angiosperme dell'ordine Ericales.

## Tassonomia
La famiglia comprende i seguenti generi:
- Ficalhoa Hiern (1 specie)
- Sladenia Kurz (2 spp.)